# East Canton (Ohio)
Pour les articles homonymes, voir East Canton.
East Canton est un village américain situé dans le comté de Stark, dans l'Ohio. Selon le recensement de 2010, sa population est de 1 591 habitants.